# Herem
Ne doit pas être confondu avec Haram ou Harem.
Le herem (hébreu : חרם) ou cherem est la forme la plus sévère d'exclusion de la communauté juive. C'est une mise au ban de la société juive, présentant de nombreuses similitudes avec l'anathème des Églises catholique et orthodoxe. Cependant, le herem n'est pas décidé sur la base d'une déviance des idées mais sur un comportement fortement nocif pour la communauté pour lequel l'auteur refuse de s'amender.
 (janvier 2010).

## Leheremdans les sources juives

### Leheremdans la Bible hébraïque
Le mot herem comporte dans la Torah plusieurs acceptions. Le mot yo‘horam signifie que celui qui sacrifie aux dieux sera mis à mort (Rachi). Il peut également correspondre à l’idée de consécration, soit dans un sens positif champ consacré, soit dans un sens négatif, s’agissant du condamné à mort. Dans Deutéronome, 13, et dans Josué 6, 17 et suivants, ce mot définit ce qui se trouve dans une ville « fourvoyée » et qui est vouée à la destruction par le feu. L’idée d’excommunication, dans le sens habituel du mot, est absente des textes bibliques.

### Leheremdans la littérature rabbinique classique
Il faut différencier deux modes d'exclusion que sont le nidouy et le cherem :

#### Modalités duNidouy
- L'exclusion (nidouy) est a priori prononcée pour trente jours.

Si la personne ne fait pas repentance, l'exclusion est prolongée de trente jours. Une mise au ban de la communauté a pour but de rendre sa vie difficile jusqu'au retour à de meilleurs sentiments. On ne compte pas cette personne parmi le nombre des Juifs nécessaires pour les prières en minyane ou le zimoune, elle n'est pas appelée à monter lire la Torah à la synagogue. On ne s'assied pas à côté d'elle, etc.
- Si la personne ne réagit toujours pas, on prononce son exclusion (le herem).

#### Modalités duHerem
L'exclusion (ḥerem) est plus grave que le nidouy.
Aux interdits du nidouy, s'ajoutent de surcroît ceux interdisant tout commerce et toute transaction avec la personne frappée du ḥerem. L'employer ou être employé par elle, étudier avec elle ou lui enseigner est interdit. On limite toute relation avec l'exclu de sorte à ne lui laisser que la possibilité minimale de subvenir à ses besoins vitaux.
L'exclusion du ḥerem sont personnelles et ne touchent pas la famille de l'exclu.

## De nos jours
De nos jours, en dehors de certains milieux orthodoxes haredi ou hassidiques, l'exclusion du ḥerem n'est pas pratiquée - les communautés juives ayant perdu leur autonomie, leurs membres fondus dans la population des pays dont ils sont devenus citoyens.
Cependant, le 15 septembre 2004, la Haute Cour d’Afrique du Sud a confirmé un ḥerem prononcé par un tribunal rabbinique de ce pays contre un père divorcé qui refusait de payer la pension due.

## Applications duheremdans l'histoire

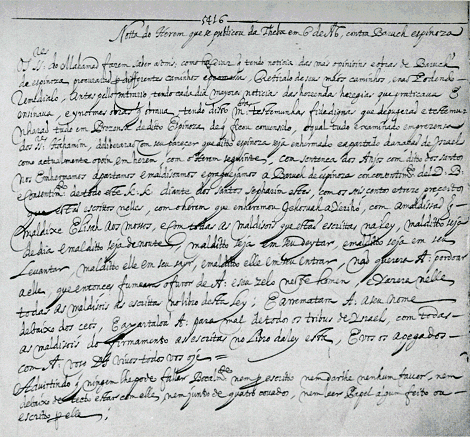
Herem du 27 juillet 1656 à l'encontre de Spinoza.

### Le cas de Spinoza
Le cas d'un ḥerem célèbre est celui du philosophe du XVIIe siècle Baruch Spinoza, maudit et banni à Amsterdam, aux Provinces-Unies, en juillet 1656. Le document est signé par le rabbin Isaac Aboab da Fonseca, à la tête de la congrégation séfarade portugaise. Il est à remarquer que le prénom Baruch, d'origine hébraïque, signifie « le béni ».[pertinence contestée]
Le cas de Spinoza n'est pas isolé à son époque : on relève 36 hommes et une femme (anonyme et accompagnée de son époux) frappés d'un ḥerem entre 1622 et 1683 à Amsterdam.
En 1953, le grand rabbin d'Israël, Yitzhak HaLevi Herzog, estime que seuls les contemporains de Spinoza étaient soumis à l'interdiction absolue de lire ses œuvres. En septembre 2012, la Congrégation israélite portugaise d'Amsterdam demande au grand rabbin de leur communauté, le docteur haham Pinhas Toledano, d'annuler le ḥerem de Spinoza, mais cette demande a été refusée.
Les chercheurs se partagent quant aux raisons de ce ḥerem particulièrement sévère et cruel.
Certains pensent que cette exclusion est due à l'attitude méprisante du philosophe à l'égard des sages de la communauté et non en raison de ses idées que d'aucuns jugent hérétiques. Il n'a alors en effet encore rien publié - bien que le texte du ḥerem se termine par ces mots : « ... que personne ne lise aucun de ses écrits. », preuve que ses textes ont déjà dû circuler. Pour l'historien Israel Salvador Revah, il est impossible de comprendre la décision du ḥerem de Spinoza sans l'inscrire dans la multiplication sur les dernières décennies d'alors des contestations de la pensée et/ou des pratiques religieuses par certains juifs marranes (initiées spectaculairement par Uriel da Costa, poursuivies parallèlement par Spinoza et Juan de Prado) provenant de familles ayant été victimes de persécutions, d'expulsions ou de l'Inquisition, et dont l'identité était devenue instable et critique. On notera que la famille maternelle de Spinoza a subi une centaine de procès inquisitoriaux. En plus des hypothèses habituelles, le philosophe Steven Nadler considère pour sa part que la décision de ce ḥerem est d'ordre politique et qu'elle aurait pour but de démontrer aux autorités hollandaises que la communauté juive ne constituait pas un refuge pour les hétérodoxes « séditieux » comme les cartésiens qui remettaient en cause les principes fondateurs du judaïsme mais aussi du christianisme, dont les idées provoquaient alors beaucoup de remous en Hollande.

## Voir
Le texte du ḥerem à l'adresse de Baruch Spinoza sur Akadem.